# Medaglia commemorativa per i dieci anni del Parlamento della Repubblica del Kazakistan
La medaglia commemorativa per i dieci anni del Parlamento della Repubblica del Kazakistan è un premio statale del Kazakistan.

## Storia
La medaglia è stata istituita il 7 novembre 2005.

## Assegnazione
La medaglia viene assegnata ai cittadini kazaki e stranieri che hanno dato un contributo significativo allo sviluppo e alla creazione del sistema parlamentare della Repubblica del Kazakistan.

## Insegne
- La  medaglia è di ottone. Il dritto raffigura la bandiera nazionale della Repubblica del Kazakistan smaltata di blu. Sotto alla bandiera troviamo un ramo di alloro. A destra della bandiera è scritta in rilievo "10 жыл", su due righe. Il rovescio della medaglia troviamo l'iscrizione "Қазақстан Республикасының Парламенті" su tre righe. Sotto l'iscrizione vi è un elemento di ornamento nazionale.
- Il  nastro è azzurro con due strisce centrali gialle e con bordi blu.